# Semidistricte de Raron Oriental

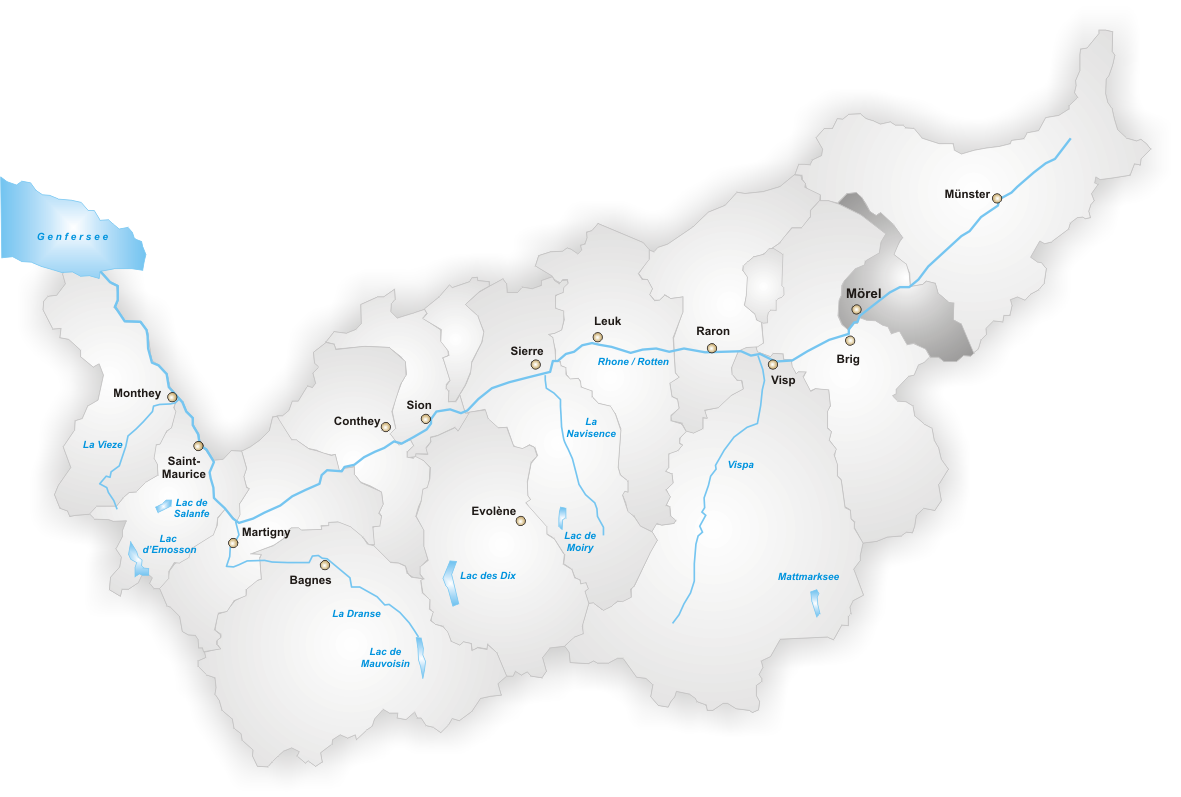
El Districte de Raron Oriental

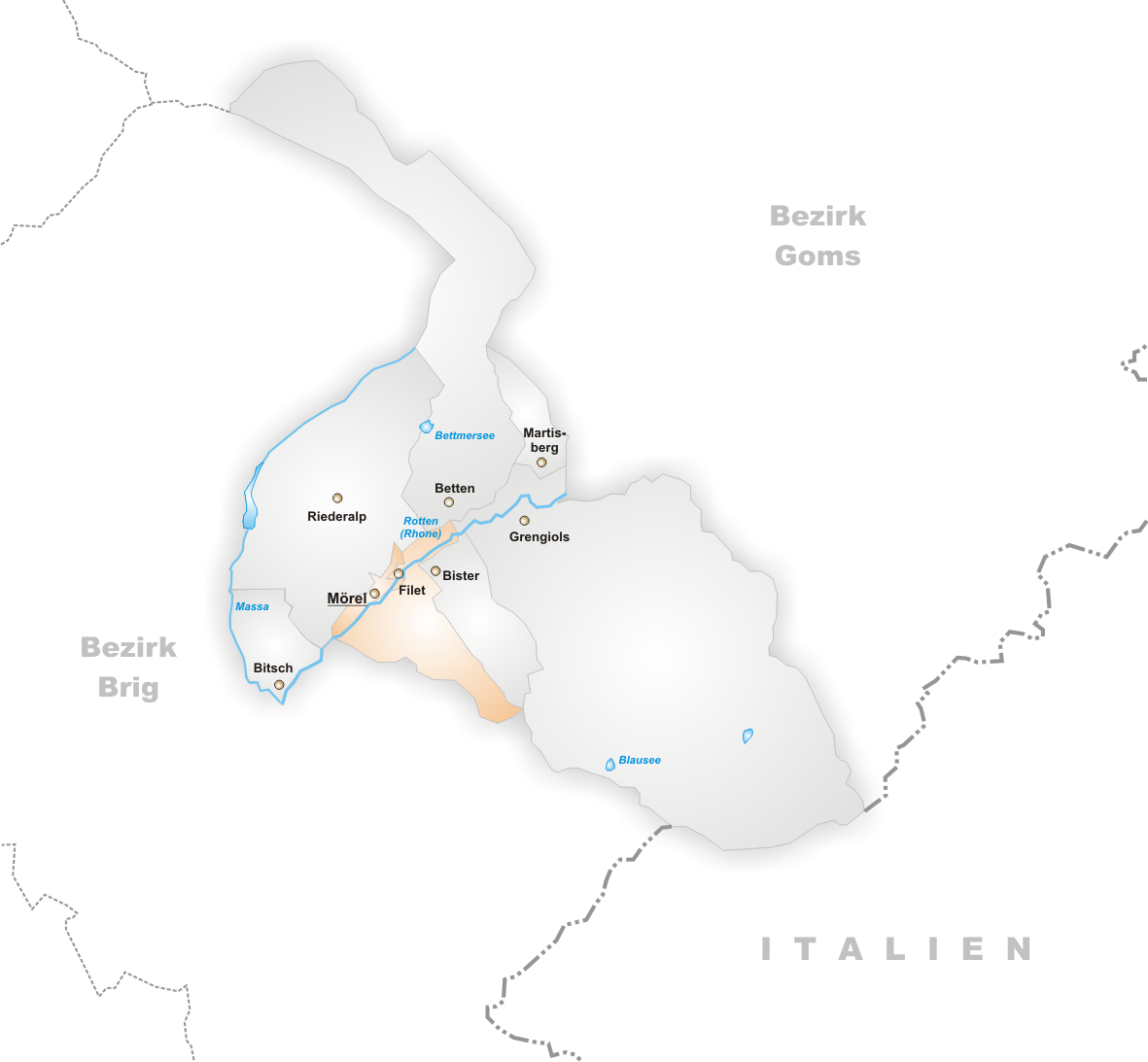
Municipis del districte de Raron Oriental

El Semidistricte de Raron Oriental (en alemany Östlich Raron i en francès Rarogne Oriental) és un mig districte del cantó suís del Valais, situat a la part germanòfona d'aquest cantó. Té 3019 habitants (cens de 2006) i una superfície de 127,2 km². El cap del districte és Mörel-Filet i està format per 8 municipis.

## Municipis
- 3991 - Betten
- 3983 - Bister
- 3982 - Bitsch
- 3993 - Grengiols
- 3994 - Martisberg
- 3983 - Mörel-Filet
- 3986 - Riederalp